# اچ‌ام‌اس اینگلفیلد (دی۰۲)
اچ‌ام‌اس اینگلفیلد (دی۰۲) (به انگلیسی: HMS Inglefield (D02)) یک کشتی بود که طول آن ۳۳۷ فوت (۱۰۲٫۷ متر) بود. این کشتی در سال ۱۹۳۶ ساخته شد.